# Carl-Johan Häggman
Carl-Johan Häggman (även Carl Johan "Haggis" Haggman, "Häggis"), född 22 februari 1963 i Helsingfors, är en finlandssvensk musiker, kompositör och en mångprofessionell inom varierande områden av föreställande konst och scenkonst. Han har även fungerat som journalist till exempel på Yle (finska rundradion).

## Bakgrund
Häggman har profilerat sig särskilt inom teater- och filmmusik, men fungerar även som musiker, skådespelare, multi-artist samt som projektorganisatör och arrangör i olika ensembler och scenkonstproduktioner.
Häggman har komponerat filmmusik till bland annat den finska långfilmen Umur regisserad av Kai Lehtinen. Han har även komponerat musik till ett antal finska dokumentärfilmer. Inom teatermusiken är han känd i professionella kretsar som kompositör till många olika teater- och dansproduktioner.
Han har också arbetat i internationella projekt såsom i pjäsen "William Blakes Divine Humanity", som hade sin premiär år 2007 i West End i London. En förkortad version av pjäsen har turnerat runt världen och presenterades bland annat på New York International Fringe Festival år 2010.
Häggman är medlem i den i Italien-baserade TEV-teatergruppen  och har turnerat med gruppen som musiker och skådespelare på olika orter bland annat i USA, Turkiet, Schweiz , Italien och Finland.
Hans arbetsbeskrivning innehåller också koordinering, budgetering och genomförande av olika kulturprojekt bland annat en mängd barn- och ungdomsprojekt, exempelvis den dramatiserade ungdomskonserten "Tid och Energi" med mer än 200 uppträdande artister i Martinus-salen i Vanda och Promenadsalen i Björneborg.
Av senare projekt kan nämnas till exempel bandet "Shava", där han fungerade som perkussionist under 2012 som deltagare på Europaturnén (Italien , Schweiz , Tyskland, Frankrike, England, Belgien, Nederländerna).
Hans huvudsakliga samarbetspartner genom åren har varit hans fru, dansaren och koreografen Marja Merisalo. 
Han har även deltagit i ett flertal pjäser i den kända finska dansteatern Raatikko som turnerande musiker och skådespelare .

## Inspelningar
Man kan höra Häggmans musik bland annat i följande filmer och inspelningar:
- CD: SPC Steelband: Sensitive Saguaro (musiker) 2011 [13][14][15]
- Dokumentärfilm:South Indian Thali (regi: Lasse Naukkarinen (kompositör) 2007) [16][17][18][19]
- Dokumentärfilm: Anni from Paanajärvi (regi: Lasse Naukkarinen (kompositör) 2006) [20]
- CD: Don Johnson Big Band: Private Intentions (musiker) 2006
- Långfilm: Umur (regi: Kai Lehtinen (kompositör) 2004) [21]
- CD: "Alhaji Dan with Nakhit Silmillah" (musiker/arrangör) 2002
- CD: “Kuka lohduttaisi Nyytiä” (musiker) 2000
- CD: “Vem ska trösta Knyttet” (musiker) 1999
- Kortfilm: The Hermit Crab (regi: Kai Lehtinen (kompositör) 1999)
- CD: "Borgåkantaten " (Borgå stads 650-årsjubileumsverk) (musiker) 1996
- C-kassett: Toni Edelmann: "Lauluja Putikosta ja Punkaharjulta" Sånger från Putikko och Punkaharju) (musiker) 1993
- LP: "Ahmatova" (Från TV-filmen: "Kuulin äänen", (musiker/arrangör) 1989

Häggman har även fungerat som musiker i filmerna:
- Pelikanmannen (regi: Liisa Helminen 2004)[22]
- Sateen Jälkeen (Efter regnet) (regi: Kiti Luostarinen 1992)
- Kuulin Äänen (Jag hörde rösten) (regi: Kiti Luostarinen, Toni Edelmann 1990)

Förutom musik driver Häggman även ett brett utbud av annan kulturell verksamhet, bland annat som regiassistent, grafisk formgivare, fotograf och journalist. I vissa filmprojekt har Häggman även fungerat som assisterande fotograf och teknisk assistent. 
Han har även redigerat och regisserat det finska rockbandet The Rasmus 120 minuter långa turnédokumentärfilm (2013).